# Csűr
A csűr vagy pajta a magyar népi építészetben a gazdasági épületek egy sajátos, építészeti jegyei alapján nem tipologizálható, csak funkcionálisan körülhatárolható típusa: az az épület, amelyben hagyományosan a szálas gabona cséplése folyt. Ilyenformán a csűr és a pajta hagyományosan elsősorban a paraszti gabonatermesztéshez kapcsolódó munkatér, és csak másodlagosan, kiegészítő jelleggel rakodóhelyiség. Szükségessége összefüggött a július–augusztusi csapadékos klímával, azzal az igénnyel, hogy a szemkinyerést száraz, védett helyen lehessen végezni. A csűr és a pajta az egész Kárpát-medencében elterjedt, kivéve az Alföldet és a Kisalföld egyes területeit, ahol a nyári csapadékhiány mellett a szemkinyerés technikája sem a kézi cséplésen, hanem a nagy területigényű nyomtatáson alapult. A kézi cséplés gyakorlatának eltűnésével a csűrök tárolófunkciója előtérbe került, illetve az állatok istállóztatására is használták őket.

## Terminológia
A csűr szó a középfelnémet schiur, schür, schir szóból vezethető le, és a 15. században jelent meg a magyar nyelvben. A pajta szó délszláv eredetű szó, modern analógiául szolgálhat a többfunkciójú épületekre használt horvát pojata (’istálló, kamra, csűr’) vagy a szlovén pojata (’szín, kunyhó, csűr, istálló’).
A csűr és a pajta elnevezések a magyar nyelvterület különböző részein jelölik az ugyanazt a funkciót betöltő gazdasági épületet. Mivel az Alföldön gazdaságtörténeti okokból ismeretlen ez az épülettípus, a keleti csűr és a nyugati pajta elnevezések elterjedési területei között a Zagyva–Tarna folyása képezi a meglepően éles határt. A Mátra környékén ismeretes ugyanezen épülettípus estálló elnevezése.
E kifejezések régiónként egyéb jelentéstartalommal is gazdagodhattak, sőt, eltérő funkciójú gazdasági épületeket is nevezhettek csűrnek, pajtának. Erdély egyes részein például, ahol a fentiek fényében a csűr (ebből a román șură) elnevezés használatos, ott a különálló vagy a csűr részeként kialakított istállót hívják pajtának. A Szabolcs vármegyei dohánykertészek a dohánypajtában szárították a dohányleveleket, a Dunántúlon a takarmánytároló állványos épületeket hívták lábaspajtának, az Alföld délkeleti sávjában pedig a voltaképpeni színt nevezték csűrnek.
A néprajzi szakirodalom a terminológiai egységesség okán elsősorban a csűr kifejezést használja: a torkos csűr például egy jobbára Délnyugat-Dunántúlon elterjedt csűrtípusra utal, azaz a népi terminológia elterjedését figyelembe véve pontosabb neve torkos pajta volna, az épülettípus szakterminusa mégis torkos csűr.

## Tipológia

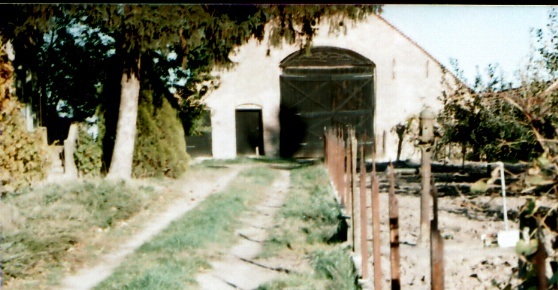
Vállaji cifracsűr

A csűrök, pajták jellemzően a lakóépületek mögött, az első udvart a telek tengelyére merőlegesen lezárva épültek fel, de előfordult, hogy a településhez közel eső kaszálókon, csűröskertekben vagy pajtáskertekben álltak. Az utcás falvak azon típusát, amelynél a telkeket a keresztben álló csűrök zárták le, csűrös településnek nevezi a néprajztudomány, s leginkább telepeseknél, főként sváb falvaknál figyelhető meg. Egyes kisalföldi falvakban a pajták egy alaprajzi egységbe, egy fedélszék alá kerültek a lakóházzal.
A csűrök építőanyaga megegyezik az adott régió lakóházaiéval, azzal a különbséggel, hogy a csűr, pajta falazatául és héjazatául még akkor is a hagyományos építőanyagok szolgálnak, amikor a lakóházat már modernebb anyagokból építik fel. Jellemzően zárt, tömör felmenő falas épületek, de a jó szellőzést biztosítandó a falazóelemeket (boronafát, deszkát stb.) hézagosan rótták egymásra, vagy tapasztott fal esetén szellőzőnyílásokat vágtak a falba. A Kárpát-medence egyes részeiről ismertek a lábakon-állványokon nyugvó, elöl és hátul nagy kapukkal ellátott, részben nyitott, vagy falazat nélküli, egészben nyitott csűrök (például Mátra, Bükk-vidék). A csűrök jellemzően födém nélküliek, csak a Székelyföldön készítettek sarjú- és szénatárolásra alkalmas deszkapadlást, akár két szinten is. Padlózata döngölt, lesimított föld, egyedül a Székelyföldről ismertek deszkázott padlójú csűrök.
Alaprajz tekintetében négy főbb típusuk különböztethető meg: az egyterű téglalap alakú, a háromterű téglalap alakú, a négyzetes és a torkos csűr. Az egyterű csűr csupán szórványosan ismert Vas vármegyéből, de feltevések szerint ezek a csűrök legrégebben elterjedt, legarchaikusabb változatai, ahol az épület csupán munkatér, a szálas gabonát pedig a közeli asztaglábakon tárolták.
A leggyakoribb típus a háromterű csűr. A hosszanti oldal központi, legnagyobb térsége a cséplőhely (elnevezése szintén csűr, pajta, esetenként szérű, az északkeleti nyelvterületen piac, placc, keleten csűrköz, csűrköze), amelynek két oldalán egy-egy rakodóterületet (fiók, fia, Erdélyben odor) alakítottak ki. A fiókokat többnyire 0,5-1,5 méter magas deszkafal (kármentő) választja el a szérűtől, hogy a kicsépelt gabonaszem ne kerüljön a fiókokban tartott, csépeletlen gabona közé. Természetesen ennek is több alváltozata ismert: helyenként csak az egyik oldalán található fiók (félcsűr), Erdélyben általános, hogy az egyik fiók helyén egy fallal elzárt, udvari bejáratú istállót vagy ólat (pajta) találunk. 
A négyzetes csűr, állványos csűr vagy csarnokcsűr nemcsak alaprajzában, de szerkezetében is eltér az általános csűrtípustól. Négy oldala közelítően egyforma hosszúságú (12–14 m-es), a tető azonban nem a falazaton vagy a sarokállványokon nyugszik, hanem egy gerendákkal koszorúzott, kettős belső állványsor (négy-nyolc láb) tartja. A két oszlopsor közötti térség a voltaképpeni szérű, amelyet kétoldalt az oszlopsorokon túli oldalrakodók szegélyeznek. Elterjedési területei az Észak-Kisalföld (Sopron, Pozsony, Nyitra vármegyék térsége), az Észak-Tiszántúl (Szabolcs, Szatmár, Bereg vármegyék egyes részei), valamint az erdélyi Mezőség nyugati része Kalotaszeggel együtt. Néhány archaikusabb kalotaszegi változatnál a tetőzetet tartó oszlopok felső része befelé hajlik, azaz nem függőlegesen áll (jármos csűr).
A torkos csűr, torkos pajta vagy nyakas pajta az általános csűrtípustól mindössze annyiban tér el, hogy a háromterű épület középső, szérű felőli részének falsíkja a homlokzatból 1-2 méternyire kinyúlik, ezzel a munkatér jelentősen megnövekedik (Zala, Vas vármegye, szórványosan Pilis hegység, Erdély). Ugyancsak Délnyugat-Dunántúlon ismert az L alaprajzú hajlított csűr vagy hajlított pajta, amely tulajdonképpen torkos félcsűr, azaz a szérű homlokzati síkja előreugrik ugyan, de csak egyik oldalán van fiók, ezáltal az alaprajz L alakú lesz. A 19. századi gabonakonjunktúra, a gabonatermesztés fokozódása hívta életre az ikerpajta, kettős csűr típusát, amely tulajdonképpen két egymásba épített torkos pajta volt, ahol két cséplőbanda végezhette párhuzamosan a munkát.

## Elterjedése
A régészeti ásatások alapján feltételezhető, hogy 1000 körül a Szajna–Rajna közötti térségben jöttek létre a gabonacséplésre szolgáló épületek, amelyek innen terjedtek kelet felé, nagyjából a 45–55 északi szélességi körök közötti területeken. Ettől délre a szárazabb éghajlat nem tette szükségessé védett cséplőhelyek kialakítását, északra viszont a szárítóházakkal oldották meg a problémát.
A magyarországi latin nyelvű források a 14–15. századtól említik az area, oreum, horreum kifejezéseket, amelyek utalhatnak ugyan csűrre, de biztosan csak az állítható, hogy – akár védett, akár szabadon álló – cséplőhelyre, szérűre vonatkoznak. A csűr szó első említése 1493-ból ismert (chyr), amely már bizonyosan épületet takar. A 16. századra általánosan elterjedt, előbb a városok kiszolgáló településein, mezővárosokban, végül uradalmakban és falun is. A hatalmas csűrépületek sora a magyar településkép egyik meghatározó elemévé vált a 18–19. századra.
A cséplőgépek 20. század eleji elterjedésével, s ezzel párhuzamosan a kézi cséplés háttérbe szorulásával a csűr, pajta funkciója átalakult, a szérű rendszerint általános munkatérré (takarmány-előkészítés) vagy tárolóhelyiséggé (szekérszín, munkaeszközraktár, szénapadlás) vált, a kétoldali fiókok helyére pedig istállók, ólak vagy takarmánytárolók kerültek.

## Érdekességek
- Német-amerikai farmerközösségekben a csűröket festett tárggyal vagy képpel díszítik, melyet barnstarnak neveznek (jelentése: „csűrcsillag”).